# Familiäres Mittelmeerfieber
Das familiäre Mittelmeerfieber (FMF) – auch als familiäre rekurrente Polyserositis oder periodische Reimann-Krankheit bezeichnet – ist eine vorwiegend autosomal-rezessiv vererbte Erkrankung aus der Gruppe der periodischen Fiebersyndrome. Sie ist die häufigste autoinflammatorische Erkrankung mit einer Patientenpopulation, die geschätzt 150.000 Personen weltweit betrifft und gehäuft bei Bewohnern der östlichen Mittelmeerregion (Türkei, Aserbaidschan, Nordafrika, Levante, Armenien, seltener Griechenland und Italien) auftritt. Bei FMF-Patienten liegt zumeist eine Mutation des MEFV-Gens (MEditerrean FeVer) vor, welches für Pyrin codiert – ein an der Regulation von Entzündungen beteiligtes Protein. FMF ist eine chronische Erkrankung, die durch periodisch wiederkehrende Fieberschübe mit begleitender Entzündung der Tunica serosa charakterisiert ist, was zu teils heftigen, attackenartigen Bauch-, Brust- oder Gelenkschmerzen führt. Die häufigste Komplikation des FMFs ist die sogenannte Amyloidose, die zum Funktionsverlust der Nieren, aber auch von anderen Organen führen kann.

## Epidemiologie
Insgesamt ist das familiäre Mittelmeerfieber eine seltene Erkrankung. Allerdings hat es in den betroffenen Volksgruppen eine höhere Prävalenz. Bis zu einem Sechstel nordafrikanischer Juden und bis zu einem Siebtel der armenischen Bevölkerung sind Merkmalsträger. Etwa 0,2 % dieser Volksgruppen sind auch tatsächlich erkrankt. In der Türkei wird die Prävalenz der Erkrankung auf etwa 0,1 % der Bevölkerung geschätzt.

## Ätiologie
1997 wurde das MEFV-Gen auf dem Chromosom 16 (Genlocus 16p13.3) beschrieben, dessen Mutationen FMF verursachen. Früher galt das FMF als eine autosomal-rezessive Erkrankung, aber bei rund 1/3 der Patienten liegt nur eine Mutation vor und bei ca. 10 % der Patienten ist keine Mutation nachweisbar. Man geht daher nicht mehr von einem klassischen Erbgang aus, sondern von einer Gendosis-Wirkungsbeziehung. Das Proteinprodukt des MEFV-Gens wurde als Marenostrin oder Pyrin bezeichnet. Es codiert ein 781 Aminosäuren umfassendes Protein, welches in Granulozyten, dendritischen Zellen und Monozyten/Makrophagen, nicht jedoch in Lymphozyten exprimiert wird. Es hat mehrere noch nicht endgültig geklärte Funktionen, von denen einige relevant in der Pathogenese des FMF zu sein scheinen.
So führen bestimmte Domänen zu einer Aktivierung von NF-κB – einem Transkriptionsfaktor, der für viele proinflammatorische Prozesse wichtig ist. Ebenfalls interagiert ein Spaltprodukt des Pyrins mit dem Zytoskelett und kann eine Neuanordnung der Mikrotubuli bewirken – das bei FMF wirksame Medikament Colchicin greift an Mikrotubuli pharmakodynamisch ein.
Weiterhin binden Domänen von Pyrin an das Adapterprotein ASC (Apoptosis-associated speck-like protein containing a CARD), das ein Bestandteil des Inflammasoms ist. Das Inflammasom ist ein Proteinkomplex im Zytosol von Makrophagen und Neutrophilen, der durch Gefahrensignale, wie z. B. Bakterienbestandteile oder Zytokine aktiviert wird. Es spielt eine entscheidende Rolle bei der Produktion von Interleukin-1β (IL-1β), einem der Schlüsselproteine der Entzündungsreaktion. Pyrin scheint ein negativer Regulator dieses Proteinkomplexes zu sein, so dass bestimmte Mutationen mit einer Überaktivierung (und damit mit einer überschießenden Sekretion von IL-1β) einhergehen. In der Folge kommt es u. a. zur Durchblutungssteigerung, zum Einstrom von Granulozyten und zu weiteren Prozessen der Entzündungsreaktion.
Das ebenfalls bei FMF wirksame Medikament Anakinra neutralisiert die biologische Aktivität von IL-1α und IL-1β, indem es kompetitiv deren Bindung an den IL-1 Typ I Rezeptor (IL-1RI) hemmt. Die vielen unterschiedlichen Mutationen, die bei FMF-Patienten im MEFV-Gen gefunden wurden, spiegeln wider, dass ein einheitlicher molekularbiologischer Prozess dieses Krankheitsbild keinesfalls komplett erklären kann. Es ist nicht abschließend bekannt, was genau die Anfälle auslöst und warum eine Überproduktion von IL-1 zu bestimmten Symptomen in bestimmten Organen (z. B. Gelenken oder der Bauchhöhle) führt.

## Klinik und Verlauf
Das familiäre Mittelmeerfieber ist eine chronische Erkrankung, die durch rezidivierende inflammatorische Attacken gekennzeichnet ist. Die Schübe zeichnen sich durch hohes Fieber mit stärksten Schmerzen aus, welche durch die Entzündung der Serosa bedingt sind und sich typischerweise durch Bauchschmerzen (Peritonitis), Brustschmerzen (Pleuritis) und Gelenkschmerzen (Synovitis) äußern. Hierbei sind meist das Bauchfell (Peritoneum), weniger oft das Brustfell (Pleura) oder gar die Innenhaut der Gelenkkapseln (das Stratum synoviale) betroffen, was zu den typischen Bauch-, Brust- und Gelenkschmerzen führt.
Die meisten Patienten haben ihre ersten Attacken im frühen Kindes- und Jugendalter. 90 % der Patienten hatten ihren ersten Schub vor dem 20. Lebensjahr. Die Attacken dauern etwa ein bis drei Tage an und bilden sich dann von alleine wieder zurück. Zwischen den Attacken sind die Patienten annähernd symptomfrei und fühlen sich weitestgehend gesund.
Die Relevanz subklinischer Inflammation zwischen den Schüben für die langfristige Entwicklung der Patienten wird diskutiert. Die Intensität der Attacken als auch die Symptomatik kann intra- und interindividuell variieren, allen gemeinsam ist ein relativ abrupter Symptombeginn. Folgende Symptome können auftreten:
1. Das Kardinalsymptom Fieber (meist hoch) wird bei nahezu allen Patienten beobachtet. Es kann auch das alleinige Symptom während einer Attacke sein, insbesondere im Kleinkindalter.
2. Bauchschmerzen mit allen Anzeichen einer Bauchfellentzündung treten bei 95 % aller Patienten auf. Der Schmerz kann diffus oder auch in einem Quadranten lokalisiert sein. Die Verwechslung mit einer Blinddarmentzündung ist häufig.
3. Arthralgien treten hauptsächlich in großen Gelenken auf, insbesondere in den Beinen. Normalerweise ist nur ein Gelenk betroffen. Bis zu 75 % aller FMF-Patienten erleiden Gelenkattacken.
4. Brustschmerzen umfassen Pleuritis (Entzündung des Brustfells) und Perikarditis (Entzündung des Herzbeutels). Pleuritis tritt bei 40 % der Patienten auf und erschwert das Atmen oder Liegen. Perikarditis ist selten.
5. Skrotalattacken aufgrund einer Entzündung der Tunica vaginalis sind eher selten, können jedoch mit einer Hodentorsion verwechselt werden.
6. Myalgien (Muskelschmerzen) sind in 20–40 % der Fälle einer FMF-Attacke zu beobachten. Man unterscheidet dabei milde, maximal 2 Tage dauernde von protrahiert verlaufenden Formen, die über mehr als einen Monat andauern können.
7. Erysipeloid (eine Hautreaktion an den Beinen, die eine Cellulitis imitieren kann, isoliert und selten).[2][9][10]

Die Hauptkomplikation des familiären Mittelmeerfiebers ist eine progressive sekundäre Amyloidose vom AA-Typ, die unbehandelt in 30–60 % der Patienten im Verlauf auftreten kann. Amyloid A ist ein Spaltprodukt des Akute-Phase-Proteins SAA, das von der Leber während einer Entzündungsreaktion gebildet wird. Bei Patienten mit familiärem Mittelmeerfieber findet sich im akuten Schub besonders viel Amyloid im Blut, welches sich in unterschiedlichen Organen (vor allem Niere, Herz, Milz, Magen-Darm-Trakt und Schilddrüse) ablagern kann. Dies führt zu Organschäden, die letztendlich für die erhöhte Sterblichkeit der Patienten mit familiärem Mittelmeerfieber verantwortlich sind. Seltener kann es auch zum Auftreten von Vaskulitiden (z. B. Purpura Schönlein-Henoch oder Panarteriitis nodosa) kommen.

## Diagnostik
Die Diagnose wird klinisch auf der Grundlage der Vorgeschichte typischer Anfälle gestellt, insbesondere bei Patienten aus ethnischen Gruppen, in denen FMF häufiger auftritt. In einem akuten Schub zeigt sich meist im Blut eine Erhöhung der Entzündungsparameter (Leukozytose mit Neutrophilie, CRP, SAA, S100 oder IL-18). Klinisch muss eine Abgrenzung zu anderen periodischen Fiebererkrankungen getroffen werden.
Eine genetische Untersuchung kann die klinische Diagnose untermauern: Das FMF ist mit dem Vorliegen von Mutationen im MEFV-Gen assoziiert. Es liegt eine Gendosis-Wirkungs-Beziehung vor – Bei schwer betroffenen Patienten finden sich meist 2 hochpathogene Mutationen im MEFV-Gen. Heterozygote Merkmalsträger leiden in den meisten Fällen nicht an typischen, FMF zuzuordnenden Symptomen. Allerdings treten bei diesen Patienten vermehrt unspezifische inflammatorische Symptome auf. Ein fehlender Nachweis einer bekannten MEFV Mutationen kann aber ein FMF nicht ausschließen. In großen Studien wurde gezeigt, dass lediglich in ca. 80 % der Patienten mit klinisch gesichertem familiärem Mittelmeerfieber Mutationen im MEFV-Gen gefunden werden. Der große Vorteil einer genetischen Diagnostik liegt auch in der Möglichkeit, dass Komplikationen der Erkrankung wie eine Amyloidose klar mit bestimmten Mutationskombinationen zusammenhängen. Außerdem kann das Krankheitsbild dadurch eindeutig gegen andere periodische Fiebersyndrome wie das Hyper-IgD-Syndrom, die zyklische Neutropenie, das Tumornekrosefaktor-Rezeptor-1-assoziierte periodische Syndrom (TRAPS), das Chronisch-infantile-neurologisch-cutan-artikuläre Syndrom (CINCA-Syndrom), das Muckle-Wells-Syndrom oder das PFAPA-(periodisches Fieber, Aphthen, Pharyngitis, Adenitis)-Syndrom abgegrenzt werden.
Metaraminol wird zudem zur Provokation eines vermuteten familiären Mittelmeerfiebers angewendet. Dabei wird dem Patienten eine einmalige 10-mg-Dosis verabreicht; erfolgt während der nächsten 48 Stunden ein Anfall, ist dies ein Hinweis für das Vorliegen von FMF. Bei Patienten mit einer langen Vorgeschichte von Anfällen ist die Überwachung der Nierenfunktion für die Vorhersage eines chronischen Nierenversagens von Bedeutung.

## Therapie
Es gibt keine kausale Therapie für das familiäre Mittelmeerfieber. Die akuten Schübe sind selbstlimitierend und werden symptomorientiert mit Schmerzmitteln aus der Klasse der Opioide (z. B. Morphin, Oxycodon) oder der nicht-steroidalen Entzündungshemmer (z. B. Acetylsalicylsäure oder Diclofenac) behandelt.
Prophylaktisch erfolgt zwischen den Schüben die Gabe von Colchicin, welches die Häufigkeit der Schübe zu verringern vermag und dadurch auch der Entwicklung der Amyloidose vorbeugt. Dies wird mit der hemmenden Wirkung dieses Medikaments auf die neutrophilen Granulozyten erklärt.
Das langfristige Sicherheitsprofil einer Colchicin-Therapie ist als günstig einzustufen. Allerdings treten unter der täglichen Einnahme häufig gastrointestinale Nebenwirkungen wie Bauchkrämpfe, Hyperperistaltik, Diarrhöen oder Erbrechen auf. Studien zeigen, dass 20 bis 40 % der Patienten nicht oder nur partiell von der Colchicin-Therapie profitieren. In den aktuellen Empfehlungen wird daher bei Patienten, die nicht ausreichend auf Colchicin ansprechen oder bei Unverträglichkeit, die Gabe von IL-1-Antagonisten (Anakinra, Canakinumab) empfohlen. Die laufende Colchicin-Medikation sollte nach aktuellem Kenntnisstand beibehalten werden. In der Vergangenheit wurden Fallberichte und kleine Kohortenstudien veröffentlicht, die den erfolgreichen Einsatz eines IL-1-Antagonisten bei Patienten mit unzureichendem Ansprechen auf Colchicin beschrieben. Mittlerweile liegen publizierte Ergebnisse randomisierter kontrollierter Studien für den Einsatz der IL-1-Antagonisten Anakinra (Handelsname Kineret), und Canakinumab (Handelsname Ilaris) bei Patienten mit hoher Krankheitsaktivität trotz adäquat dosierter Colchicin-Therapie vor. Es zeigten sich Hinweise auf eine Verringerung der Attackenfrequenz und des Serumspiegels von Entzündungsmarkern (z. B. CRP und SAA). Ein direkter Vergleich beider IL-1-Antagonisten in der Therapie des FMF existiert nicht, allerdings lassen die Studiendaten ein gutes Ansprechen beider Substanzen vermuten. Neben der Wirksamkeit und Sicherheit der für die Therapie des FMF zur Verfügung stehenden Arzneimittel sind auch wirtschaftliche Aspekte der Behandlung von Bedeutung: Anakinra verursacht im Vergleich zu Canakinumab deutlich niedrigere Therapiekosten.

## Geschichte
Ein New Yorker Allergologe, Sheppard Siegal, beschrieb erstmals 1945 die Anfälle von Peritonitis; er nannte diese „gutartige paroxysmale Peritonitis“, da der Krankheitsverlauf im Wesentlichen gutartig war. Hobart Reimann, der an der American University in Beirut arbeitet, beschrieb ein vollständigeres Bild, das er als „periodische Krankheit“ bezeichnete. Die französischen Ärzte Henry Mamou und Roger Cattan beschrieben 1952 die vollständige Erkrankung mit Nierenkomplikationen.
Verschiedene Colchicum-Präparate wurden daraufhin off label zur Therapie des FMFs angewendet, da es in Deutschland noch keine zugelassenen Arzneimittel für diese Indikationen gab. Das änderte sich 2017 mit der europaweiten Zulassung der Arzneimittel Colchicin und Canakinumab. Im April 2020 wurde der IL-1 Rezeptorantagonist Anakinra in Europa für die Behandlung von FMF – gegebenenfalls in Kombination mit Colchicin – zugelassen.